# Giuseppe Bagnera
Giuseppe Bagnera (14 novembre 1865 - 12 mai 1927) est un mathématicien italien, représentant de l'École italienne de géométrie algébrique.

## Biographie
Giuseppe Bagnera est né à Bagheria, dans la province de Palerme. Devenu orphelin jeune et malgré les problèmes économiques, il reçoit à l'Université de Palerme sa laurea en génie civil en 1890, puis sa laurea en mathématiques en 1895. Parmi ses professeurs figurent Giovanni Battista Guccia, Francesco Gerbaldi et Ernesto Cesàro.
En 1897 il est nommé professeur de mathématiques à l'institut de secundària Maria Adelaide de Palerme. En 1899, il est nommé libero docente (chargé de cours) en analyse algébrique à l'Université de Palerme. Il est nommé professeur extraordinaire de calcul infinitésimal en 1901, puis professeur ordinarius en 1905, à l'université de Messine, où il reste jusqu'au tremblement de terre de 1908. Il enseigne ensuite à l'université de Palerme jusqu'en 1922, puis à l'université de Rome « La Sapienza », où il enseigne jusqu'à sa mort à Rome en 1927,,,.

## Contributions
Il est conférencier invité, avec Michele de Franchis, au Congrès international des mathématiciens en avril 1908 à Rome,.
Après le tremblement de terre de 1908, les publications de Bagnera comprennent peu de recherches mais consistent principalement en ses notes de cours, qui sont d'une qualité superbe et polies à un niveau élevé de clarté et de précision.
Bagnera est un des algébristes italiens les plus notables de son temps, en faisant d'importantes contributions à la théorie des groupes finis. Il a notamment laissé son nom aux variétés de Bagnera-De Franchis, qui sont des surfaces hyperelliptiques (en) non abéliennes. De 1906 à 1909, Bagnera et Michele de Franchis travaillent conjointement par établir le classement complet des surfaces hyperelliptiques, travail pour lequel ils reçoivent le prix Bordin et en surpassant ainsi le travail de Federigo Enriques et Francesco Severi qui avaient aussi reçu le même prix trois ans avant.

## Reconnaissance
En 1909, avec Michèle de Franchis, Bagnera reçoit le prix Bordin de l'Académie française des sciences pour un travail sur les surfaces hyperelliptiques. Bagnera est élu membre de l'Académie des Lyncéens et il est nommé professeur honoraire de l' Université de Washington à St. Louis. Ses recherches portent sur les groupes finis, les variétés algébriques et les fonctions abéliennes. Parmi ses étudiants figurent Michele Cipolla, Pia Nalli et Luciano Orlando (en).

## Publications
- Corso di Analisi Infinitesimale, Palerme 1915.